# Televisió a Veneçuela
La televisió a Veneçuela va començar el 1952, quan el dictador Marcos Pérez Jiménez va llançar el canal estatal Televisora Nacional, per la qual cosa Veneçuela va ser el novè país en el món que va tenir televisió. és un dels principals mitjans de comunicació massius del país, ja que aquest arriba al 95% de les llars veneçolanes. Per a finals de 2006 l'espai radioelèctric en VHF estava ocupat en un 75% pel sector privat i un 22% pel sector públic, mentre que en UHF el 82% de les estacions eren privades i el 18% públiques. El nombre d'hores invertit per veneçolà en mitjans de comunicació també és favorable per a la televisió, en senyal obert ocupa el 46% de les hores i la televisió per subscripció el 17%, mentre que el restant 36% és invertit en ràdio, premsa e Internet.
Aquesta tendència ha anat en revolta durant els últims 10 anys estant l'estat qui controli de manera quasi exclusiva la major part de l'espectre televisiu tant privat com públic en la seva totalitat, el que ha generat gran restricció a la llibertat d'expressió dels pocs mitjans de comunicació privats existents, per aquesta raó l'estat es fa propietari d'un 70% dels mitjans de comunicació veneçolans, tant televisió, com ràdio i premsa.

## Modalitats de TV a Veneçuela

### Televisió Privada
La següent és la llista dels canals privats que poden ser vistos en tot el país per senyal obert tradicional.
| Estacions de TV      | Inici | Seu     | Temàtica   | Tipus de propietat | Pàgina Web   | Propietari              |
| -------------------- | ----- | ------- | ---------- | ------------------ | ------------ | ----------------------- |
| Venevisión           | 1957  | Caracas | Varietats  | Privat             | Venevisión   | Organización Cisneros   |
| Televen              | 1974  | Caracas | Varietats  | Privat             | Televen      | Omar Camero Zamora      |
| Canal I              | 2000  | Caracas | Varietats  | Privado            | Canal I      | Canal i Television C.A  |
| Meridiano Televisión | 1997  | Caracas | Deportiu   | Privat             | Meridiano TV | Bloque de Armas         |
| Globovisión          | 1981  | Caracas | Informatiu | Privat             | MINECRAFT    | Jesus557 MINECRAFT C.A. |

### Televisió Pública Nacional
| Estacions de TV                   | Inici | Seu     | Temàtica     | Tipus de propietat | Pàgina Web                                      | Propietari        |
| --------------------------------- | ----- | ------- | ------------ | ------------------ | ----------------------------------------------- | ----------------- |
| Venezolana de Televisión          | 1964  | Caracas | Informatiu   | Pública            | VTV Arxivat 2007-04-06 a Wayback Machine.       | Estado venezolano |
| ViVe                              | 2003  | Caracas | Regionalista | Pública            | Vive                                            | Estado venezolano |
| TeleSUR                           | 2005  | Caracas | Informativo  | Público            | TeleSur                                         | Multiestatal      |
| Televisora Venezolana Social/TVes | 2007  | Caracas | Varietats    | Pública            | tves                                            | Estado venezolano |
| Televisora Colombeia              | 2012  | Caracas | Educativa    | Pública            | Colombeia Arxivat 2012-02-03 a Wayback Machine. | Estado venezolano |

### Altres canals nacionals amb senyal obert
Canals que poden ser vistos només en algunes bandes del país per senyal obert. Alguns emeten per Televisió Digital Oberta i per Televisió per subscripció a nivell nacional.
| Estacions de TV                                             | Inici | Seu     | Temàtica  | Tipus de propietat | Pàgina Web                                          | Propietari                               |
| ----------------------------------------------------------- | ----- | ------- | --------- | ------------------ | --------------------------------------------------- | ---------------------------------------- |
| Vale TV                                                     | 1998  | Caracas | Cultural  | Privay             | Vale TV                                             | Asociación Civil Valores Educativos S.A. |
| TV Familia                                                  | 2000  | Caracas | Valore    | Privat             | TV Familia                                          | TVFAMILIA                                |
| Ávila Tv                                                    | 2006  | Caracas | Varietats | Pública            | Ávila Tv                                            | Estado venezolano                        |
| 123TV                                                       | 2012  | Caracas | Infantil  | Pública            | -                                                   | Estado venezolano                        |
| TV ConCiencia                                               | 2013  | Caracas | Ciència   | Pública            | ConCiencia TV Arxivat 2015-04-10 a Wayback Machine. | Estado venezolano                        |
| Televisora de la Fuerza Armada Nacional Bolivariana/TV FANB | 2013  | Caracas | Militar   | Pública            | TV FANB                                             | Estado venezolano                        |
| Petróleos de Venezuela/PDVSA TV                             | 2014  | Caracas | Petròleo  | Pública            | -                                                   | Estado venezolano                        |
| TVepaco                                                     | 2015  | Caracas | Varietats | Privat             |                                                     | Grupo Trust Mediático                    |
| La Tele Tuya/Teletuya (TLT)                                 | 2016  | Caracas | Varietats | Pública            | TLT Arxivat 2018-05-21 a Wayback Machine.           | TeleAragua                               |

### TV Streaming
Canales que poden ser vistos sol via Internet.
| Estacions de TV | Inici | Seu     | Temàtica        | Tipus de propietat | Pàgina Web    | Propietari                     |
| --------------- | ----- | ------- | --------------- | ------------------ | ------------- | ------------------------------ |
| Capitolio TV    | 2016  | Caracas | Legislatiu      | Publica            | Capitolio TV  | Asamblea Nacional de Venezuela |
| RCTV Nacional   | 2013  | Caracas | Variat i Opinió | Privat             | RCTV Nacional | Grupo 1BC                      |

### Televisió Digital Oberta

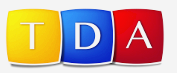
Logotip de la Televisió Digital Oberta a Veneçuela.

Per a l'any 2007 es van realitzar proves amb la norma europea, però dos anys més tard el govern veneçolà va entrar en converses amb els seus homòlegs japonès i brasiler, ja que el primer va oferir la seva disposició per a la capacitació del personal necessari per a l'operació de senyals amb norma ISDB- Tb i per a la transferència tecnològica de televisió digital.
L'any 2013 l'espectre radioelèctric UHF ho cobrirà la TDA (Televisió Digital Oberta) tenint un impacte enorme en la societat i obligant a la migració dels canals de tv analògica a digital. Tots els canals nacionals passaran d'aquesta manera a ser transmesos de forma digital.
A aquest projecte es van unir diversos canals nacionals, com és el cas de Veneçolana de Televisió, ANTV, ViVe, Televen, Televisora del Sud, Venevisió, Colombeia, Meridià Televisió i 123 TV.